# Sterling Knight
Sterling Sandmann Knight (Houston, Texas, el 5 de març del 1989), és un actor i cantant estatunidenc. (Houston, Texas, Estats Units, 5 de març de 1989) és un actor, cantant, compositor, director, comediant i músic estatunidenc. Conegut per interpretar Chad Dylan Cooper en la sèrie original de Disney Channel Sonny With A Chance, al costat de Demi Lovato. És també protagonista de Mackenzie Falls, un mini-show dins de Sunny. Ha participat en nombroses sèries com Hannah Montana, Grey's Anatomy o The Closer. Ha treballat al costat de Zac Efron i Matthew Perry en la comèdia Un altre cop 17, interpretant el fill. Li agrada molt tocar la guitarra, jugar al golf i fer snowboard.

## Biografia

### Primers anys
Sterling Knight va néixer i va créixer en Houston, Texas, on va descobrir la seva passió per l'actuació als 10 anys. Té una germana petita, Samantha Scarlett, i un germà menor, Spencer Shuga. Li agrada jugar al golf, fer surf de neu i tocar la guitarra. A partir de la guitarra, Sterling va formar una banda en YouTube amb l'estrella i amic Matt Shively i té un canal anomenat Connecting Channels (en aquest cas els canals connectats són Disney Channel i Nickelodeon). Sterling Knight viu a Los Angeles amb els seus companys d'habitació. En el seu temps lliure, Sterling Knight compta amb reproducció de música, fa esports, interacció amb els fans, i simplement es diverteix.
Knight va aparèixer en diverses obres de teatre durant els seus anys escolars. Va participar en nombroses sèries com Hannah Montana, Grey's Anatomy i The Closer.

### 2009—2011
La seva gran oportunitat va ser en la pel·lícula Un altre cop 17, on va treballar al costat de Zac Efron i Matthew Perry, interpretant al fill de Mike O'Donnell, la pel·lícula es va estrenar el 14 de febrer de 2010 als Estats Units, i va costar 20 milions de dòlars i en va recaptar més de 130 milions a nivell mundial. En el seu primer paper principal en una sèrie de televisió, Knight va interpretar a Txad Dylan Cooper, un personatge famós del programa #1, MacKenzie Falls, que sense voler s'enamora del seu rival, Sonny Monroe (Demi Lovato), en Sonny With A Chance.
La sèrie Sonny with a Chance era per a Disney Channel, un èxit assegurat, en ser protagonitzada per Demi Lovato. Així doncs, Sonny with a Chance, va ser dissenyada per convertir-se en una mena de matriu pública per Demi Lovato, tal com ho seria per a Miley Cyrus, la sèrie de Hannah Montana, no obstant això, el que exerciria el coprotagonisme amb la jove estrella en ascens, era Sterling Knight, un jove actor que tenia ja més de dinou anys i que era relativament desconegut, però en el qual els executius de Disney veien potencial.
Sterling Knight estava a punt d'interpretar a Chad Dylan Cooper, que en la sèrie és presentat com un molt famós actor de televisió, extremadament popular gràcies a la seva sèrie dramàtica, Mackenzie Falls i que és en excés narcicista, egocèntric i per si no fos poc, considera que la comèdia ni tan sols és art, per la qual cosa menysprea a l'elenc de So Random. Així, es perfila, inicialment com el antagonista, però posteriorment, entrant en la segona temporada es converteix en el promès de Sonny Munroe.
La sèrie, a més, comptaria amb Tiffany Thornton, Brandon Mychal Smith, Doug Brochu i Allisyn Ashley Arm com a membres de l'elenc. El pilot va ser filmat a l'agost de 2008 i va ser llançat el 8 de febrer de 2009 a la pantalla, gaudint d'èxit immediat i convertint-se ràpidament en una de les sèries més reeixides de Disney Channel.
Automàticament, Sterling, va passar de l'anonimat a donar-se a conèixer davant de milions de persones i com la Disney havia esperat, la reacció del públic amb ell va ser extraordinària, tornant-se cada vegada més popular, fins que es va convertir en un membre imprescidible de la sèrie i va resultar nominat a un premi Teen Choice.
A mesura que la sèrie era més famosa i més reeixida, més es consolidava la imatge de Sterling Knight, per qui la Disney ja tenia plans.

### 2010:Starstruck
Després de l'èxit recollit per Sonny with a Chance i amb una imatge pública consolidada, Sterling Knight, estava a punt per donar el següent pas, protagonitzar la seva pròpia pel·lícula, i per a això la Disney estava més que a punt, després de dècades llançant a múltiples estrelles juvenils, i aspiraven que el jove actor fos el proper, una vegada que el seu projecte per a televisió estigués a punt.
El famós projecte era Starstruck, una pel·lícula original de Disney Channel, que va ser llançada a nivell internacional. La pel·lícula narra la història d'un reeixit i talentós cantant i trenca-cors de Hollywood, Christopher Wilde (Sterling Knight), que als seus disset anys ho té tot, però que després de conèixer una noia anomenada Jessica Olson (Danielle Campbell), que al contrari de la resta del món no l'idolatra ni mostra cap interès per ell, es veu embolicat en una sèrie de situacions que el portaran a enamorar-se de la noia, però la seva relació posa en risc la seva carrera i la seva imatge pública, per això es veu obligat a decidir entre el que la seva carrera demanda i el que dicta el seu cor.
La pel·lícula va comptar a més amb les actuacions de Brandon Mychal Smith i Chelsea Kane, es va estrenar el 14 de febrer de 2010 i es va convertir en un gran èxit, aconseguint una audiència en la seva primera emissió de 9 milions de persones només als Estats Units, a la qual cosa se suma l'èxit de la banda sonora de la mateixa que va vendre més de sis milions de discos. L'èxit de la pel·lícula, unit al de la sèrie de Sonny with a Chance, l'ha consolidat com un talent d'importància dins de Disney, posicionant-se així com un "Disney Boy" i un membre de l'argot juvenil del món de l'entreteniment.
El 2010, tres esdeveniments importants van implicar l'atenció respecte a Sterling, el primer va ser l'anunci de la participació de l'actor i músic en Elle: A Modern Cinderella Tale, on interpretarà a una estrella pop, això al costat de l'anunci de la seqüela de Starstruck, però el tercer va ser preocupant per als seus seguidors, atès que van córrer rumors, per internet, que Sterling abandonaria la sèrie Sonny with a Chance, rumors que van resultar ser falsos i van ser desmentits per la Disney i pel mateix Sterling.

### 2011— 2012:So Random!
Després de la renúncia de Demi Lovato, So Random! va ser presentat amb la seva pròpia sèrie que se centra més en els esquetxos còmics de Sunny, entre estrelles. La filmació de la temporada va començar el 30 de gener de 2011 i va acabar al setembre de 2011. Cada episodi compta amb esquetxos de comèdia amb el repartiment de So Random!, així com una interpretació en viu d'un convidat especial. Originalment destinat a ser la tercera temporada de Sunny, Disney va començar a descriure el programa com una sèrie pròpia, després de la renúncia confirmada de Demi Lovato. La sèrie és diferent a les altres sèries de Disney en la qual el públic es converteix en part del xou, amb més interactivitat del públic al costat de la comèdia i les típiques interpretacions en viu d'un convidat especial. Cada episodi mostra cinc i sis esquetxos. En aquest format de la sèrie Sterling segueix amb el seu personatge des d'un principi - Chad Dylan Cooper - però el que la diferencia és que ara ell és part del repartiment de So Random!.